# Temnothorax fultonii
Temnothorax fultonii is een mierensoort uit de onderfamilie van de Myrmicinae. De wetenschappelijke naam van de soort is voor het eerst geldig gepubliceerd in 1902 door Auguste Forel.